# George Crawford
George Marter Crawford (ur. 13 czerwca 1894 w Bristolu, zm. 8 grudnia 1974 w Nowym Jorku) – kapitan pilot Wojska Polskiego, amerykański ochotnik, uczestnik I wojny światowej i wojny polsko-bolszewickiej, kawaler Orderu Virtuti Militari.

## Życiorys
Ukończył studia na Uniwersytecie Lehigh w Bethlehem w Pensylwanii i uzyskał tytuł inżyniera górnictwa. Po przystąpieniu Stanów Zjednoczonych do wojny, w maju 1917 roku został powołany do służby w Armii Stanów Zjednoczonych i otrzymał przydział do wojsk lotniczych. Przeszedł wstępne przeszkolenie lotnicze w Massachusetts Institute of Technology, a następnie został skierowany na naukę pilotażu do Minneola Field na Long Island. Po przeniesieniu do Francji został przeszkolony w centrum treningowym w Issoudun. Po jego ukończeniu został w listopadzie 1917 roku przydzielony do jednostek bojowych. 12 września 1918 roku został zestrzelony podczas lotu rozpoznawczego i dostał się do niemieckiej niewoli. 1 grudnia 1918 roku został z niej uwolniony i do września 1919 roku, z ramienia Amerykańskiego Urzędu Pomocy, pracował w Wojskowej Misji Amerykańskiej w państwach bałtyckich .

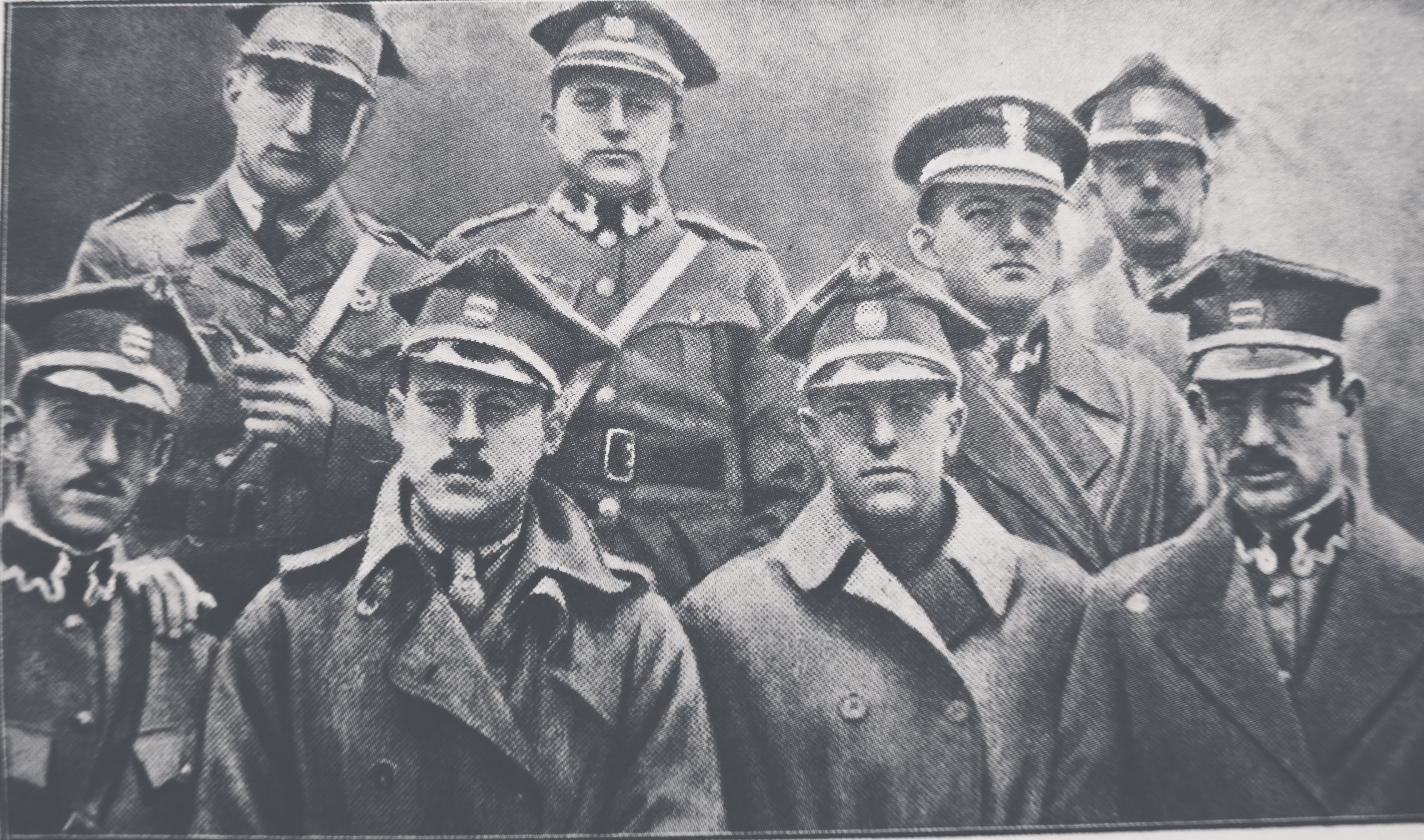
Pierwsi ochotnicy amerykańscy: Fauntleroy, Cooper, Corsi, Crawford, Shrewsbury, Clark, Rorison, Noble

Był pierwszym Amerykaninem, który zgłosił się do ochotniczej służby w polskim lotnictwie wojskowym. 26 sierpnia 1919 roku podpisał umowę wstępną na służbę w Wojsku Polskim i wyruszył z grupą innych amerykańskich ochotników pociągiem do Polski. Podróż odbywali udając konwojentów zaopatrzenia Czerwonego Krzyża. 14 września podpisał z Ministerstwem Spraw Wojskowych kontrakt na sześciomiesięczną służbę w Wojsku Polskim. Miesiąc później, 14 października, znalazł się grupie amerykańskich żołnierzy przyjętych na specjalnej audiencji u Naczelnika Państwa Józefa Piłsudskiego. 17 października dotarł do Lwowa i został przydzielony do 7. eskadry myśliwskiej. Pod koniec grudnia 1919 roku został wysłany do Kamieńca Podolskiego z zadaniem oceny sprzętu pozostawionego przez armię austro-węgierską. 10 kwietnia 1920 roku brał udział w pierwszym grupowym locie bojowym amerykańskich lotników. Samoloty 7. em zaatakowały stanowisko dowodzenia i rejony koncentracji wojsk Armii Czerwonej w Cudnowie. Z powodu zacięcia karabinów maszynowych w jego Albatrosie D.III nie mógł wziąć udziału w powtórnym ataku. 11 kwietnia został skierowany do Warszawy celem przeszkolenia na samolotach Ansaldo A.1 Balilla.
10 maja zaatakował siedem nieprzyjacielskich statków transportowych na Dnieprze. Udało mu się celnie ostrzelać i zatopić największy z nich. 25 maja w rejonie Humania wykrył oddziały Armii Konnej przygotowujące się do ofensywy. Pozwoliło to polskiemu dowództwu wcześnie podjąć działania obronne. W trakcie ataków na oddziały bolszewickiej konnicy, jego samolot został poważnie uszkodzony. Crawford musiał go porzucić na lotnisku i pieszo ewakuować się z Berdyczowa do Szepetówki. Pozostał w Wojsku Polskim nawet po wygaśnięciu jego półrocznego kontraktu i wziął udział w obronie Lwowa. 18 lipca w jego Balilli został uszkodzony główny zbiornik paliwa. Pilot zdołał wylądować, naprawić uszkodzenie i uciec przed ścigającą go kozacką jazdą.
3 sierpnia oficjalnie objął dowództwo 7. eskadry myśliwskiej. 14 sierpnia brał udział w atakach z niskiej wysokości na sowiecką kawalerię. Podczas jednego z nich został zaatakowany przez dwa nieprzyjacielskie myśliwce. Zacięcie karabinów maszynowych uniemożliwiło mu nawiązanie walki z nimi, wycofał się wykorzystując szybkość swego samolotu. Następnego dnia się rozchorował, co wyłączyło go na pewien czas z latania bojowego.
2 października, wraz z innymi lotnikami 7. em, na lotnisku Lewandówka został odznaczony przez generała Stanisława Hallera Krzyżem Srebrnym Orderu Wojskowego Virtuti Militari. 10 maja 1921 roku, wraz z innymi amerykańskimi pilotami latającymi w 7. em, został przyjęty w Belwederze przez marszałka Józefa Piłsudskiego i odznaczony (po raz trzeci) Krzyżem Walecznych.
Po zakończeniu działań wojennych powrócił do Stanów Zjednoczonych. Został maklerem giełdowym w Nowym Jorku. Ożenił się z Dorothy Sherman (1896–1974). Zmarł w wieku 80 lat i został pochowany na brooklyńskim cmentarzu Green-Wood.

## Ordery i odznaczenia
Za swą służbę został odznaczony :
- Krzyż Srebrny Orderu Wojskowego Virtuti Militari nr 2949 – 8 kwietnia 1921 roku[29][30],
- Krzyż Walecznych – trzykrotnie,
- Polowa Odznaka Pilota nr 106 – 11 listopada 1928 roku „za loty bojowe nad nieprzyjacielem w czasie wojny 1918-1920”[31].